# 雄飛 (漫画)
『雄飛』（ゆうひ）は、小山ゆうによる日本の漫画。小学館の『ビッグコミックスペリオール』に、2014年8号（2014年3月26日発売）から2018年22号（2018年10月26日）まで連載。柴田雄飛その後養子となり改名後に大垣雄飛となる人物を主人公としている。
時代は、1944年（昭和19年）の満洲国での主人公が幼児の時代から話が始まるが、昭和30年代の主人公の青年の時が主に取り上げられている。

## 登場人物
大垣雄飛 / 柴田雄飛
主人公。出生時の名前は「柴田雄飛」であったが、1945年（昭和20年）8月にソ連軍満州侵攻の混乱の際、母親と姉が日本人男性に絞殺され、父親はソ連軍の収容所で亡くなる。その後、親戚に預けられるものの、家出して野宿生活を送り、奥野まち子の扶養を受けるが、「大垣の親分」の養子となって名前を「大垣雄飛」と改め、高校進学後、プロボクサーとしてデビューする。
頭脳は明晰で判断力も卓越しており、ボクサーとしてのみならず企業経営者としてのセンスにも優れ、若いながらも部下や取引先からの信頼も厚く、着実に社会的地歩を築きつつある。
実の家族のみならず育ての親でもある大垣の親分の仇として峻堂巌への復讐を誓っており、高森由美と一時の別離を余儀なくされてからは、闘争を本格化させ、合法的なあらゆる手管を駆使して峻堂の事業を突き崩し、決定的な衰退へ追い込んだ。
高校卒業をきっかけに正式な侠客として歩み始めるが、恋人の高森由美や恩人の奥野まち子を救ってくれた大恩人の水川烈をなすすべもなく暗殺されたことをきっかけに、峻堂の死に物狂いの反撃への備えを徹底するためにも、侠客としての片手間でボクサーをやる余裕は無いと密かに引退を決意し、その最後の試合相手に北原慎一を選び、名勝負を繰り広げて有終の美を飾ると、峻堂との対決に全力投球に入るが、峻堂の放った殺し屋集団によって幾人もの仲間を暗殺され、その恐怖と焦燥の中、幼馴染みの青葉と恋愛感情が芽生え始める。
女殺し屋の馬小燕殺害事件を引き起こして国外逃亡を余儀なくされた峻堂を一気に追い詰め、母と姉の仇として糾弾し、逮捕へと追い込むことに成功する。
大垣の親分
侠客である。息子2人が、神風特攻隊に志願し戦死する。奥野まち子が拉致された際に、現場に赴いて拉致したヤクザを叱責し、「柴田雄飛」なる少年と出会う。後に、柴田雄飛を養子とする。
後に台頭してきた峻堂巌に命を狙われ、雄飛がかたぎとして歩むことを願いつつもそれを周囲に伝える暇も無いまま暗殺されてしまう。
高森由美
雄飛の恋人でシャンソン歌手になる夢を持つ女性。
大垣の親分の仇討ちとして峻堂を殴り殺そうとしたが果たせなかった雄飛が絶望の中で出会った女性。
彼女のほうが年上だが雄飛とすぐに惹かれ合って結ばれたほど相思相愛の関係にある。
雄飛への憎悪に燃える峻堂が徹底的に嬲り者にしようと誘拐するが、怒りを爆発させた水川烈の助けで虎口を免れる。
正式に雄飛にプロポーズされるが、峻堂巌との闘いで自分が雄飛の致命的な弱点になることを懸念し、苦悩の末に置手紙を残して姿をくらましていたが、最終話で一時帰国する。
奥野まち子
雄飛が出会った当初、戦争で両親を亡くして売春婦として弟を育てていた芯の強く愛情深い女性。野宿生活を送っていた「柴田雄飛」が、奥野まち子の弟の奥野剛士がいじめられたのを助けたのが縁で雄飛を引き取り、家族として面倒を見る。自分に暴力を振るった男から懸命に庇ってくれた雄飛を家族同然に思っている。売春婦を辞めた後は定食屋で働き、職場の近所の寿司屋で働く青年「岡田正行」にプロポーズをされる。一回目は自身の過去に対する後ろめたさから断るも、岡田が自分の過去を承知の上で自分を必要としてくれたのを知り、彼からの二回目のプロポーズを承諾して結婚する。後に、「柴田雄飛」に彼の将来を案じる気持ちから「大垣の親分」の養子となることを勧める。
雄飛の関係者としてその高校卒業式に立会い、その成長を涙ながらに振り返り、侠客として清濁併せ呑む生き方を貫かねばならない将来に思いをはせる。
高森由美に続いて水川烈に窮地を救われたがその直後にその水川が暗殺されたことで心に深い傷を負う。
奥野剛士
まち子の弟で雄飛と同年齢。頭が弱く、姉のことでいじめられていたが、その現場に「柴田雄飛」が現れて助けられる。それが縁で雄飛と友達になり、姉のまち子の三人家族となる。手先が器用なため、中学を卒業後に左官となる。
岡田正行
ボクシングジムに通っていた寿司職人で、奥野まち子が拉致された際、大垣雄飛とともに救出に向かう。雄飛にボクシングを教えた最初の人物である。奥野まち子に想いを寄せ、彼女の過去を承知の上でプロポーズをした末に結婚する。
才能豊かな雄飛の人生が峻堂のような凶人との抗争に費やされていく状況を惜しんでいる。
橘青葉
大垣雄飛の幼馴染で、後に女優となる。敗戦のドサクサに峻堂巌が雄飛の家族を惨殺した事実を知る人物。母親の交際相手を嫌って家を出ている。
峻堂巌に目を付けられ、峻堂の屋敷で襲われる危機にあったが、大垣の親分の仇を討とうと峻堂を襲撃した雄飛によって結果的に助けられる。
後に恋人となった北原慎一に峻堂巌が凶悪極まりない犯罪者であると警告する。
後に小燕を殺害して逃亡を図った峻堂の追跡で雄飛に協力し、ぎりぎりでその逃亡を阻止する。その後、雄飛とはセックスフレンドの間柄になっており互いに変装をしてホテルで逢瀬を重ねている。
峻堂巌
大垣雄飛の姉と母を絞殺した犯人（顔の傷はその時、雄飛に斬りつけられてついたものと同じであり、同一人物の証拠とされた）。戦後社会に極道として登場する。
自己の欲望と権益拡大のためなら脅迫や陵辱も行い、拷問の上、殺人さえする。大戦時に中国大陸で従軍していたころから、戦火のどさくさにまぎれて国籍や人種の区別なく略奪や陵辱を繰り返してきた山賊にも等しい人物で、戦後の平和な日本社会でも関わる人間を破滅させることが多いため周辺に黒い噂が絶えず、警察関係者から大量殺人者の嫌疑を受けつつある。
大垣組関係者を拉致し、拷問にかけた時、半ば無意識の内に吐き出された言葉から大垣雄飛こそ自分にとっての不倶戴天の敵であることを知ると根深い憎悪を抱き、雄飛の恋人・高森由美に狙いを定めて誘拐するが、度重なる非道な行いに愛想をつかしていた部下の水川烈の怒りを買ってしまい、由美を逃がしてしまう。
その結果、脅しをかけようとした雄飛に徹底的な抗争を決意させるはめとなり、その畳み掛けるような策の数々によって頼みとなる人材を奪われると同時に活動拠点の廃業を強いられて、主力となる事業を切り崩されて追い詰められてしまい、側近と共に中国へ逃亡する。
後に戦争中の伝を頼って4人の暗殺者を雇い入れて帰国し、大垣組組員達の抹殺を進めていったが、部下達を次々と殺されても不敵な態度で挑発してくる雄飛に対し憎悪を押さえ切れなくなる。自分の命令を拒絶した女殺し屋の馬小燕を絞殺し、警察の監視下で殺人を犯した危機的状況に気付いて大慌てで日本国外への脱出しようとするが、船に乗る寸前に青葉の車に跳ね飛ばされ雄飛に叩きのめされた時に、かつて家族の仇討ちに自分の顔を切り裂いた少年が雄飛であることを知らされる。警察に逮捕された後は死刑が確定する。
北原慎一
プロボクサー。橘青葉の友人。ボクサーとしての才能にあふれ、雄飛とも親しい好青年。西洋人の父親と売春婦の母親を持つ混血児。互いに男運が悪く厄介者の母親が存在する青葉と恋人同士の関係となる。
後に自分を育ててくれたジムのオーナーが事故死したことで峻堂巌の軍門に下ることを余儀なくされるが、その峻堂がオーナーを謀殺していた事実を知るも、まだ自分に対抗する力は無いとしてプロとしての道に徹することとなる。
一度は世界タイトルをかけた試合で無念の敗北を喫するも再びボクサーとしての地歩を固めて出直し、さらに雄飛の策で有力トレーナー諸共、峻堂の支配から脱する機会を手にした。自分を引退試合の相手に決めた雄飛の挑戦を受け、名試合を繰り広げたことで雄飛とは固い友情で結ばれている。
その後も再度世界タイトルに挑戦するも、力およばず敗北を喫する結果となる。
水川烈
元プロボクサーで峻堂の部下。喧嘩の強さを買われてボクサーとして峻堂巌のジムからデビューするが、喧嘩とボクシングの差異からくる試合運びのまずさを克服できず挫折してしまう。
子供のころから酒と女に入り浸っていた父親のいる荒れた家庭で育った影響ですさんではいたが、輝くものを見つめ続ける心までは失っておらず、自分と同年ながら大人顔負けの活躍をする雄飛に憧憬にも似た感情を抱き、その恋人の由美に対しても犯しがたい気高さを感じていた。その一方で、ボスの峻堂巌の下劣な言動のエスカレートぶりにとうとう怒りを爆発させて由美を窮地から救い出し、そのまま大垣組の庇護下に入る。
雄飛の周囲の人々の暖かな人間関係で子供時代から負っていた心の傷を癒し、加えて雄飛の豊かな知略と決断力に満ちた策の下で働くことでその人生を大きく変えつつあったが、奥野まち子を峻堂配下の魔手から救い出した矢先に逆恨みによる凶刃に不意を突かれ、無念の死を迎える。
坂東勝太郎
元プロボクサーで峻堂のジムに所属する選手だった。東日本新人戦で、柴田雄飛からダウンを奪うものの、その後ダウンを奪われKO負けとなる。その後、運輸会社を立上げ大垣組から仕事を回してもらう。雄飛と互いに第一印象が悪かったが、互いの人柄や境遇を知ることで信頼し合うようになる。
実
大垣組の構成員の若者。大垣雄飛を弟のようにかわいがっている。腕力が強く、酔っ払うと街灯などに腕だけで上ってヒューマンフラッグを行い、背中にある孔雀の入れ墨を見せびらかす癖がある。人情家で家を出た父親と浮気相手の間に生まれた異母弟に対して学費を仕送りするといった度量の広さを持っている。異母弟はそんな義兄・実の愛情を感じて成長し、峻堂と戦う雄飛の良き協力者となる。
馬小燕
峻堂が中国の非合法組織を通じて雇った女の殺し屋。元々、ゲリラ兵として幼少時から戦場で活躍し、多くの日本兵を屠ってきた過去があり、単なる殺し屋と言うよりもテロリストとして一流の領域にある娘。
優秀で情勢分析に長けた頭脳を持ち、秀麗な外観と上品なしぐさで周囲や標的を油断させながら淡々と相手を処理できる冷静さと、素手の格闘や銃器や刃物など多彩な武器の使用に精通した技量を持つ、
彼女自身は戦争で国土と同胞達の平穏を破壊した日本人、特に大人に対する憎しみはあるが、決して盲目的なものではなく、未成年者は殺したり傷つけないと言う彼女なりの節度で行動している。故郷に貧しいながらも優しく懸命な母と祖母がいる。美女でもあるが、それゆえに無法者同然の同僚（方兄弟）に狙われたことがあり、ついには峻堂にまで薬を盛られて襲撃され、嬲り殺されてしまう。
英雄
峻堂が中国の非合法組織を通じて雇った殺し屋の一人。日本人の血を引いており、中国語ばかりでなく日本語も堪能。性格は基本的に折り目正しい人物で、峻堂に付いてきたのも親の消息を確かめると言う側面があった。判断力に優れ、節度も守る性格で小燕からは信頼されている。全身がバネのような瞬発力とプロボクサーとも渡り合える体裁きでナイフや布切れさえ殺人用の武器として使いこなし、元ボクサーの坂東勝太郎を襲撃したときは大量出血で落命寸前まで追い詰めた。
雄飛抹殺命令を小燕が拒絶したことで小燕と共に峻堂邸に呼び出されるが、峻堂の凶暴性を見抜けないまま、小燕襲撃の邪魔にならないようにと薬を盛られて眠らされるが、目覚めると同時に峻堂の逃避行に同行させられたが、乗船直前に雄飛の急襲を受けて敗北してしまう。姿の見えなくなった小燕のことを気にかけているが、その彼女が峻堂に嬲り殺されたことを知らずに逃亡に随行したものの、駆けつけた雄飛の打撃を受けて昏倒して逮捕されてしまった（後に小燕が峻堂に殺されたことを知らされたらしく、全てを証言していた）。

## 書誌情報
- 小山ゆう 『雄飛』 小学館〈ビッグコミックス〉、全16巻
  1. 2014年9月30日発売 ISBN 978-4-09-186419-2
  2. 2014年11月28日発売 ISBN 978-4-09-186607-3
  3. 2015年2月27日発売 ISBN 978-4-09-186792-6
  4. 2015年6月30日発売 ISBN 978-4-09-187067-4
  5. 2015年9月30日発売 ISBN 978-4-09-187220-3
  6. 2015年12月28日発売 ISBN 978-4-09-187367-5
  7. 2016年4月28日発売 ISBN 978-4-09-187599-0
  8. 2016年9月30日発売 ISBN 978-4-09-187787-1
  9. 2017年1月30日発売 ISBN 978-4-09-189339-0
  10. 2017年4月28日発売 ISBN 978-4-09-189489-2
  11. 2017年7月28日発売 ISBN 978-4-09-189609-4
  12. 2017年10月30日発売 ISBN 978-4-09-189725-1
  13. 2018年1月30日発売 ISBN 978-4-09-189787-9
  14. 2018年5月30日発売 ISBN 978-4-09-189881-4
  15. 2018年8月30日発売 ISBN 978-4-09-860066-3
  16. 2018年12月27日発売 ISBN 978-4-09-860155-4